# Bogoródskoie (Rostov)
|  | Per a altres significats, vegeu «Bogoródskoie». |

Bogoródskoie (en rus: Богородское) és un poble de l'óblast de Rostov, a Rússia, que en el cens del 2010 tenia 682 habitants, pertany al districte de Remóntnoie.